# Jengi
Jengi of Djengi is de bosgeest van de Baka-Pygmeeën, een volk dat in de regenwouden in  onder andere het zuidoosten van Kameroen leeft. Ter ere van deze bosgeest wordt jaarlijks een groot feest gevierd, waarop tevens de dapperste jagers van de Baka worden geëerd. Vroeger werd op dit feest een olifant geofferd, maar tegenwoordig niet meer. Ook na een succesvolle jacht wordt Jengi vereerd, met een ceremonie die Luma wordt genoemd.